# Кутузово (Московская область)
Кутузово — деревня в городском округе Домодедово Московской области. На 2018 год в Кутузово числится 8 улиц и территория Школа-интернат, действует «Кутузовская школа-интернат для обучающихся с ограниченными возможностями здоровья».

## Население
| 2002 | 2010 |
| ---- | ---- |
| 271  | ↘90  |

Кутузово расположено примерно в 12 километрах на юго-восток от Домодедово, рядом с деревней протекает река Гнилуша, высота центра селения над уровнем моря — 149 м.